# Lido di Tortora
Il Lido di Tortora denominato anche Tortora Marina (o Marina di Tortora), è situato sulla fascia costiera del territorio tortorese che si affaccia sul Golfo di Policastro. Oggi è la frazione più popolosa del comune di Tortora. Confina a nord con il fiume Noce (confine naturale tra Calabria e Basilicata) e a sud con il comune di Praia a Mare. Fino a pochi decenni fa era campagna coltivata a frutteti e orti, polmone economico di Tortora agricola.
Tortora Marina conta ad oggi circa 4 400 abitanti e dalla metà degli anni ottanta è divenuta centro amministrativo del comune di Tortora, con lo spostamento del municipio da Tortora Centro Storico a Tortora Marina (Via Panoramica al Porto).
Il suo sviluppo demografico è avvenuto in modo esponenziale verso la fine degli anni settanta trasformandosi da centro agricolo a centro abitativo e turistico-balneare.
Inizialmente era suddivisa in dieci frazioni che poi si sono unificate. Le frazioni originarie erano: Benefici, Crisosa, Cutura, Girone, Falconara, Impresa, Pantani, Pergolo, Poiarelli e Riviera.
Adiacenti alla Marina di Tortora vi sono le frazioni di Castiglione, Rosaneto, San Brancato, Santo Stefano e Sicilione.
La frazione è la foce di diversi fiumi calabresi e lucani tra cui il Fiume Noce e la Fiumarella di Tortora. Proprio in quest'ultima a fine 2019 è stato presentato un progetto da parte di un'azienda privata per la costruzione di una centrale idroelettrica all'interno della Fiumarella di Tortora. Il progetto che ha trovato l'opposizione del gruppo di minoranza in consiglio comunale  (anche se era già stato approvato dal sindaco) vedrà l'inizio dei lavori nei primi mesi del 2020.